# 酸菜魚

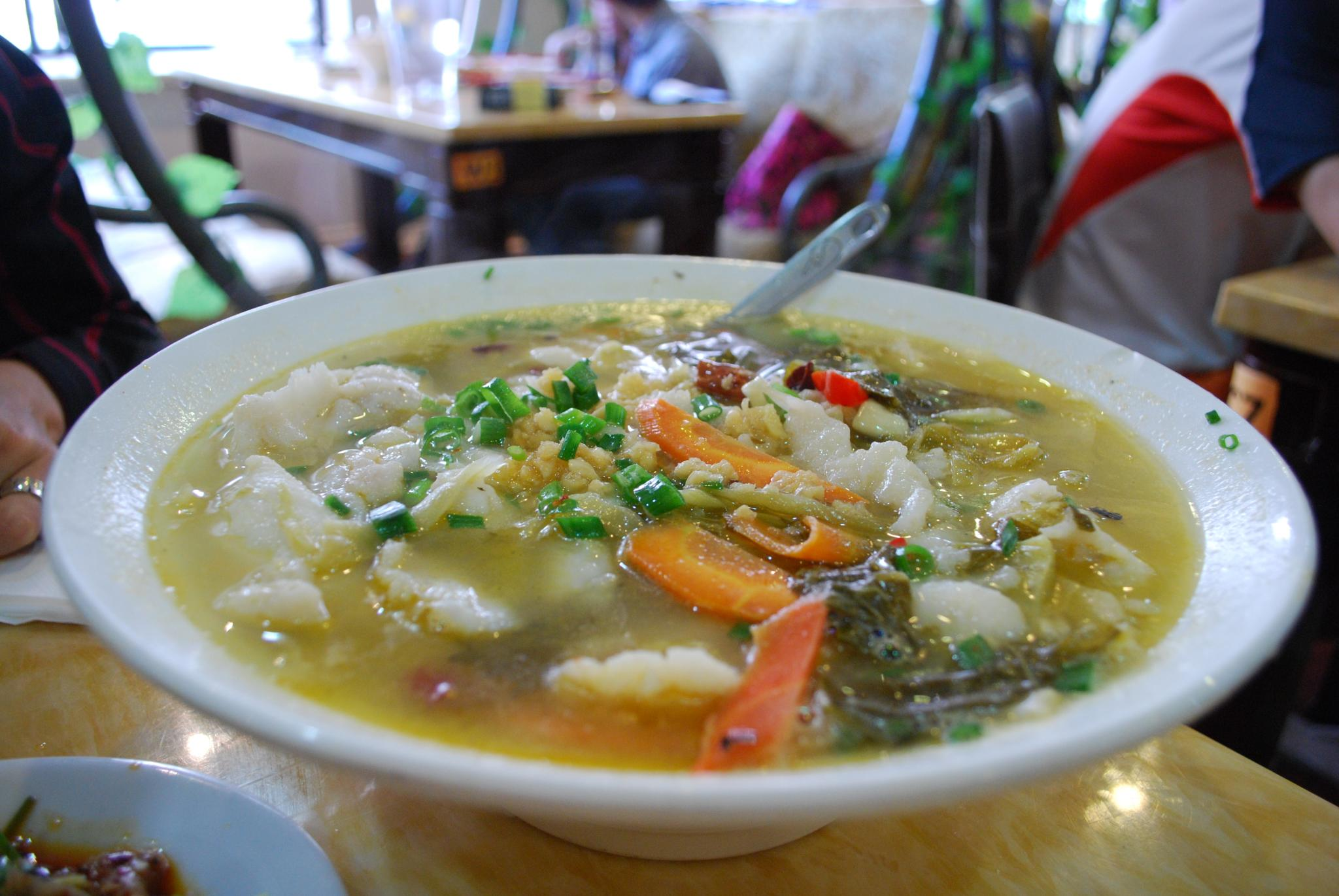
酸菜魚

酸菜魚（さんさいぎょ、スワンツァイユィ、酸菜鱼、ピン音：suāncài yú）は、四川料理の一つで、ソウギョなどの魚と、四川省で「酸菜」と呼ばれる青菜の漬物をトウガラシ、花椒と一緒に煮たものである。

## 概要
重慶江津県の川辺の農村で生まれた。商品価値が低く市場では売れない小魚を漁民が物々交換に持ち込んだことから、農村の酸菜と一緒に調理した酸菜魚が誕生したとも言われる。1990年代初めに、重慶火鍋が中国全土でブームとなるなか、時期を同じくして、重慶の料理として料理店で出されるようになり、中国各地に広がった。
乳酸発酵した酸菜の持つ酸味と塩味、ソウギョなどの魚の持つうま味、トウガラシの持つ辛味、花椒の持つ舌をしびれさせる感覚と風味が融合することで、複雑な味を持ち、かつ、酸菜の強すぎる味を和らげ、ソウギョの生臭みを抑えて、食べやすくする効果が出る料理である。

## 作り方
1. ソウギョの鱗を落とし、頭は切り分け、身を三枚に下ろし、皮つきのまま薄切りにする。切り身に塩、酒で下味を付け、卵白と和える。
2. 酸菜は軽く水洗いし、食べやすい大きさに切る。
3. ニンニクは皮を剥き、薄切りにする。ショウガを薄切りにする。酢漬けの青唐辛子を輪切りにする。
4. 鍋を火にかけ、植物油を少し入れて、熱くなったらニンニク、ショウガ、花椒を入れて炒め、香りがでたら青唐辛子と酸菜を入れて軽く炒め、スープを入れて、熱くなるのを待つ。
5. ソウギョの頭とあらを入れ、軽く煮立たせ、あくを取る。
6. 酒、塩、胡椒、うま味調味料で味を調える。
7. ソウギョの切り身をばらけるように入れる。
8. 別の鍋に植物油を100mlほど入れ、熱してから鷹の爪を入れ香りを出し、先ほどの鍋の上にかける。
9. コリアンダーの葉を散らして完成。